# 小沢えりか
小沢 えりか（おざわ えりか、1982年5月20日 - ）は、東京都出身のグラビアアイドル。レースクイーン。

## 出演

### TV
- ダブルH（テレビ東京、2006年6月）

## DVD
- 『Another Sexy』（2007年6月30日）共演：島田和菜